# Dia de Gustavo Adolfo

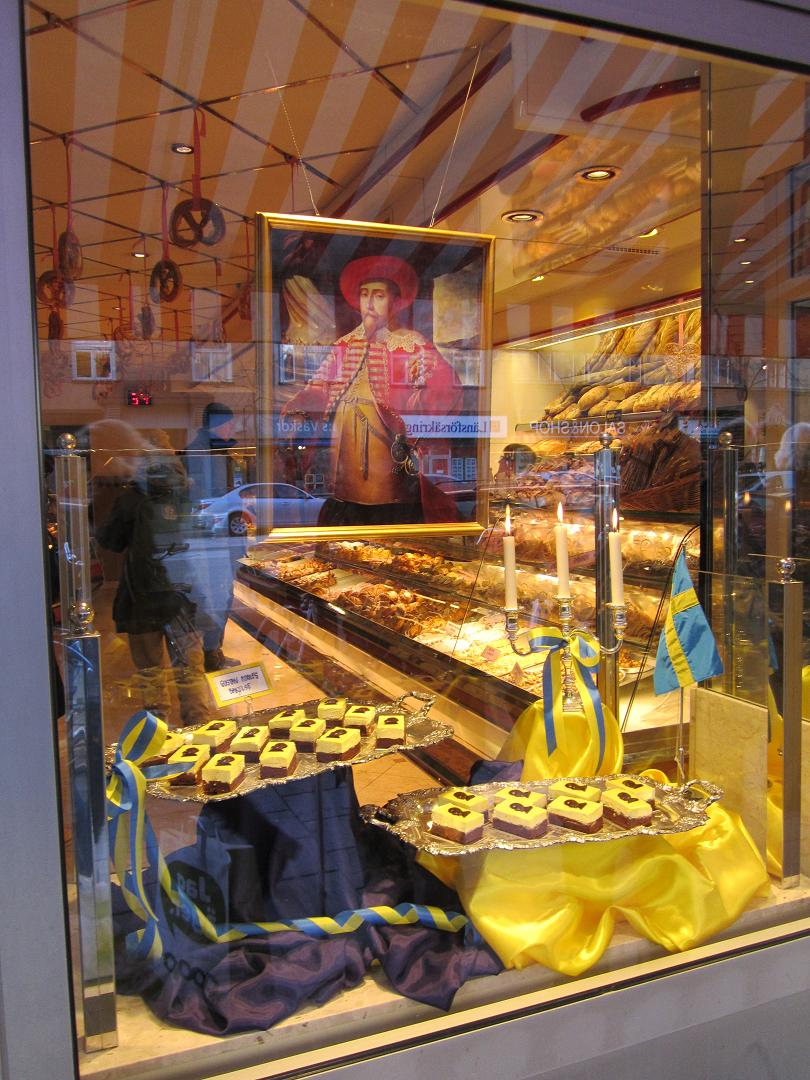
Decoração do Dia de Gustavo Adolfo

Dia de Gustavo Adolfo (em sueco:  Gustav Adolfsdagen) é comemorado na Suécia, Finlândia e Estônia em 6 de novembro em memória do rei Gustavo Adolfo II da Suécia. O feriado tornou-se popular após o 200º aniversário da morte do rei em 1632. É um dia de bandeira geral na Suécia e na Finlândia.

## Data
De acordo com o calendário gregoriano, o rei morreu em 16 de novembro, mas o calendário juliano ainda era usado na Suécia protestante na época e a data 6 de novembro ainda é usada para comemorar.

## História
Esse dia é comemorado em memória do rei Gustavo Adolfo II da Suécia, que foi morto em 1632 na Batalha de Lützen na Guerra dos Trinta Anos. O dia é nomeado para o rei.
O dia é comemorado desde o início do século 19 e tornou-se popular após a celebração do 200º aniversário em 1832, da morte do rei. O dia era anteriormente comemorado com procissões de tochas e discursos patrióticos. Na Suécia, o dia é especialmente observado em Gotemburgo, que foi fundada pelo rei, mas também em cidades com antigas tradições educacionais, como Uppsala, onde doou fundos consideráveis à universidade de Uppsala, e em cidades onde os militares tradicionalmente estão baseados.
O dia é comemorado na Finlândia desde 1908 pelos sueco-finlandeses como Svenska dagen (Dia do Patrimônio Sueco Finlandês). Na Estônia, que como a Finlândia fazia parte da Suécia durante o reinado do rei, o dia é conhecido como Gustav Adolfi päev. Nos três países, 6 de novembro é o dia do nome de Gustav Adolf, nome de Gustavo Adolfo em sueco, ou Kustaa Aadolf, o nome em finlandês.
Sjättenovembervägen ("Estrada Seis de Novembro"), uma parte da antiga estrada de Göta no bairro de Estocolmo de Älvsjö, é nomeado para este dia. De acordo com o comitê de nomeação de ruas de 1924, a estrada era o ponto de entrada em Estocolmo para a procissão fúnebre do rei.